# Măgheruș (Mureș)
Măgheruș (veraltet Măgieruș; deutsch Maniersch, ungarisch Küküllőmagyarós) ist ein Dorf im Kreis Mureș in der Region Siebenbürgen in Rumänien. Es ist Teil der Gemeinde Nadeș (Nadesch).
Der Ort ist auch unter den deutschen Bezeichnungen Mängersch und Mangerß und den ungarischen Szászmagyaros und Magyaros bekannt.

## Lage

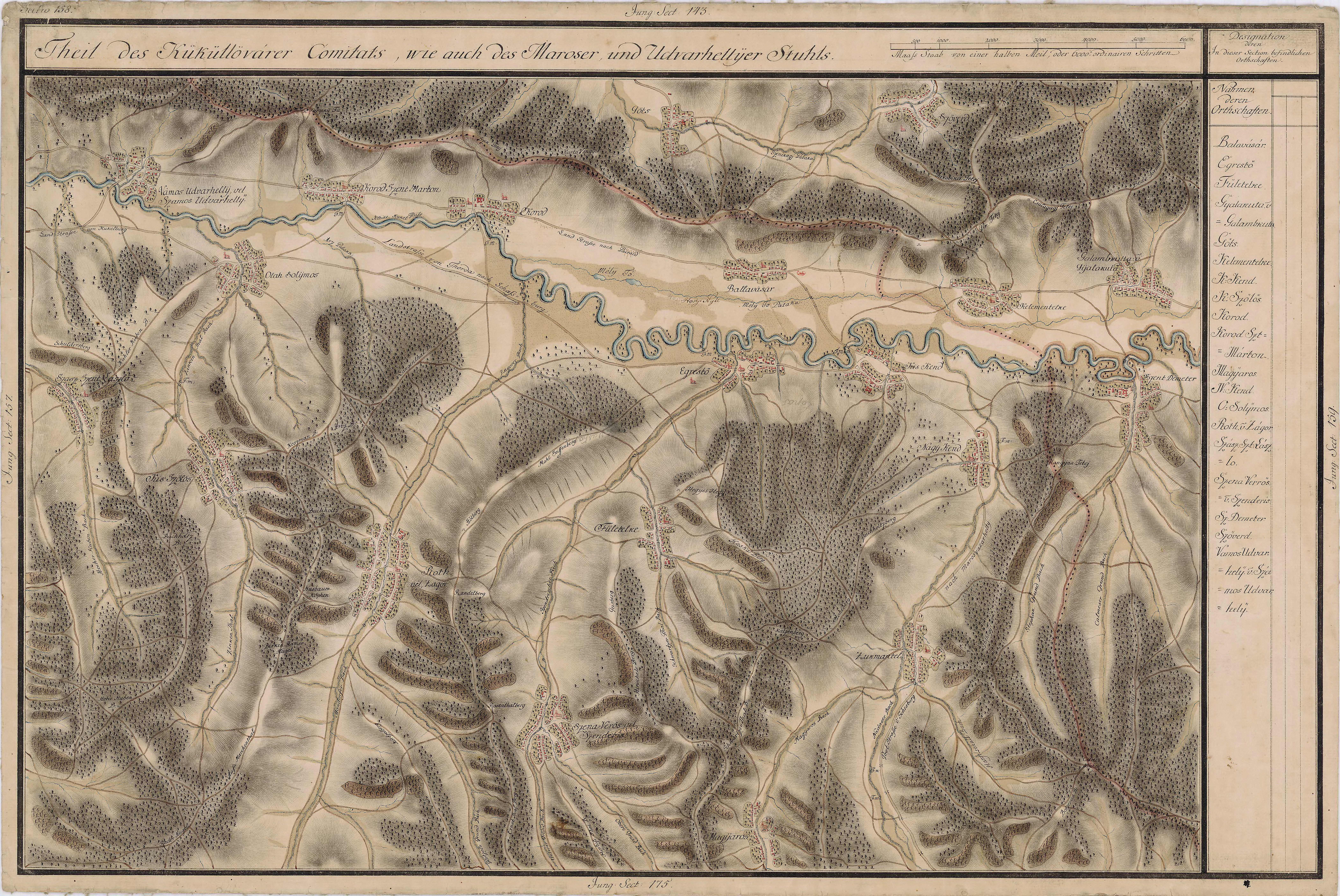
Măgheruș (Magyaros), in der Josephinischen Landaufnahme von 1769 bis 1773.

Das Dorf Măgheruș liegt in einem Seitental der Târnava Mică (Kleine Kokel) an der unbefestigten Dorfstraße (Drum comunal) DC 60, etwa neun Kilometer (3 km Luftlinie) westlich vom Gemeindezentrum Nadeș entfernt.

## Geschichte und Bevölkerung
Maniersch wurde 1391 erstmals urkundlich erwähnt. Im Lauf der Zeit befand sich Maniersch im Besitz verschiedener Grundherren. Bis 1848 gehörte Maniersch zu den untertänigen Orten des Komitatsbodens.
Die Bevölkerung des Dorfes entwickelte sich wie folgt:
1941 wurde die größte Bevölkerungszahl – gleichzeitig die der Siebenbürger Sachsen – des Ortes registriert. Der höchste Anteil der Rumänen (194) und der Magyaren (30) war im Jahre 1966 und der Roma (34) 1910. Nach dem Zweiten Weltkrieg kam es zur Auswanderung fast aller Siebenbürger Sachsen.